# Colonialismo statunitense

La bandiera degli Stati Uniti d'America

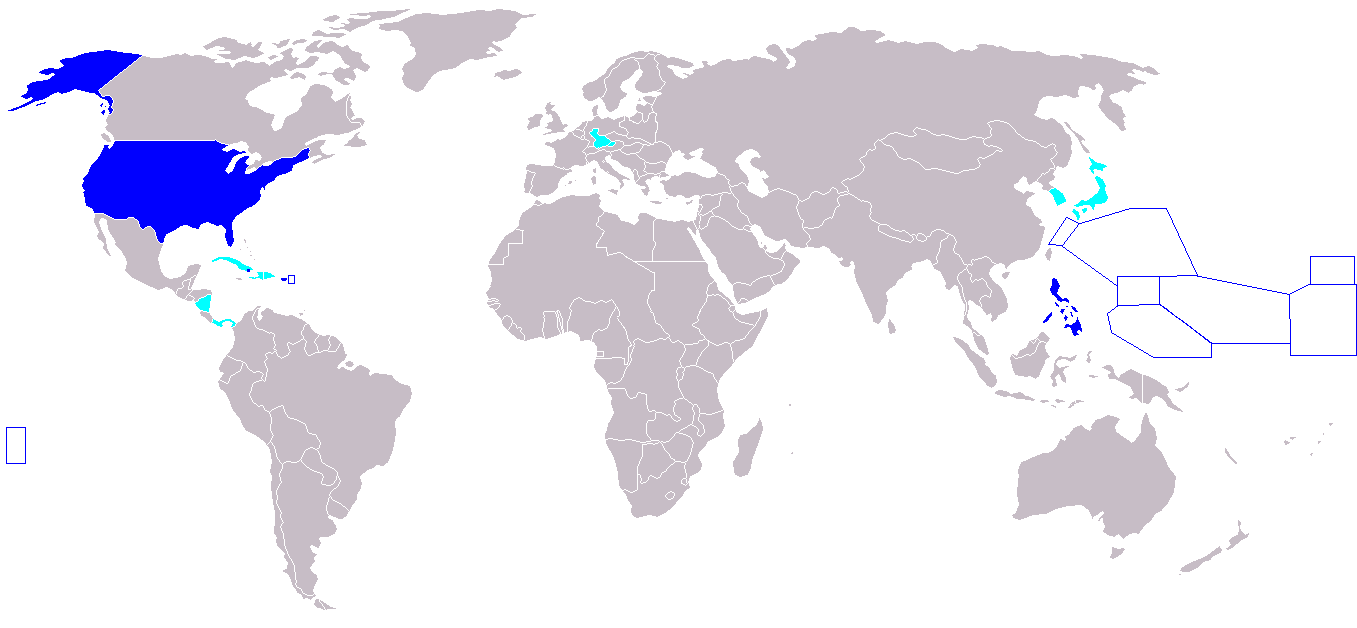
Possedimenti americani. In blu quelli stabili, in celeste quelli temporanei

Per colonialismo statunitense si intende il processo di crescita territoriale degli Stati Uniti, che in un primo momento comportò l'espansione nel Nord America, principalmente attuato ai danni delle tribù autoctone e dei territori del Messico, per poi evolvere su scala intercontinentale. Il processo ebbe inizio con l'indipendenza della nazione statunitense e in un secondo tempo oltremare in aree dell'America centrale e dell'oceano Pacifico.
Nel 1823 fu enunciata la dottrina Monroe, che affermando il principio di non intervento di potenze non americane nel continente americano ne affermò la supremazia statunitense ponendo gli Stati Uniti come guida e custode del continente. Nel tempo questa dottrina sarà condivisa e attuata da tutti i governi statunitensi, e mai formalmente dismessa.
Quanto rimane dei precedenti possedimenti coloniali statunitensi è oggi rappresentato dai territori degli Stati Uniti d'America, entità amministrative subordinate al governo federale ma prive di sovranità propria. Nove di questi territori sono isole o atolli privi di abitanti permanenti (le cosiddette "Isole minori esterne degli Stati Uniti d'America"), ma cinque territori (le Samoa americane, Guam, le Isole Marianne Settentrionali, Porto Rico e le Isole Vergini Americane) sono dotati di una propria popolazione stanziale. I territori abitati sono dotati di propri organi esecutivi e legislativi eletti dalla popolazione e competenti per le questioni interne, nonché di un proprio sistema di corti di giustizia, ma la Costituzione degli Stati Uniti d'America si applica nei loro confini solo con riferimento ai diritti fondamentali: i territori, in particolare, non eleggono alcun membro del Congresso (dove sono rappresentati da un delegato non votante) né partecipano all'elezione del Presidente degli Stati Uniti. Vari commentatori ed esponenti politici hanno espresso critiche per questa condizione, considerando tali territori come assimilabili a moderne colonie degli Stati Uniti.

## Genocidio dei nativi americani

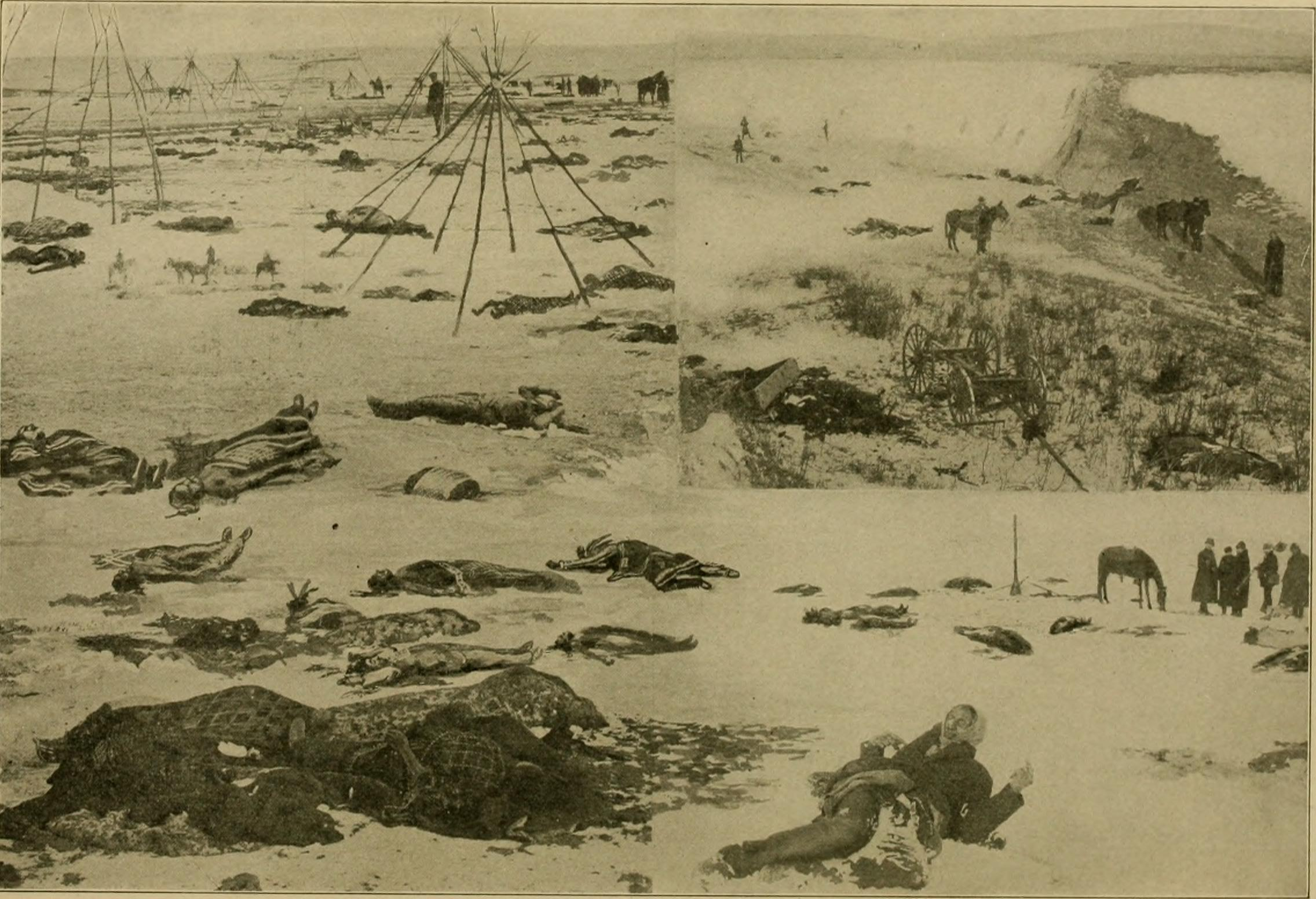
I resti di un villaggio indiano dopo il passaggio dell'esercito statunitense(1908)

La rivoluzione americana inglobò due guerre parallele: mentre dal lato est la ribellione era rivolta contro il dominio britannico, quella a ovest fu una "guerra indiana". Appena dopo la proclamazione d'indipendenza gli Stati Uniti entrarono in competizione con i britannici in un gioco di alleanze con le varie tribù di nativi dislocate a est del fiume Mississippi. Alcune tribù si unirono alla causa britannica nella speranza di ottenere in cambio un aiuto per arrestare l'espansione statunitense.
La rivoluzione americana risvegliò una vera e propria guerra civile interna alle singole comunità indiane, come per esempio nella confederazione irochese, nella quale i gruppi non condividevano le stesse simpatie riguardo alla parte dalla quale schierarsi. La confederazione, chiamata anche con il nome di "Sei Nazioni", vedeva gli Oneida e i Tuscarora dalla parte statunitense e gli altri quattro gruppi con gli inglesi. La rivoluzione portò gli irochesi a uno scontro intestino che da tempo si era cercato di evitare. Le parti sconfitte (anche le tribù che avevano sostenuto gli statunitensi) subirono ampie perdite territoriali. La Corona inglese aiutò i nativi rimasti senza terra ricompensandoli con la riserva di Grand River in Canada. Anche i Cherokee, come altre tribù, subirono una scissione interna tra un gruppo neutrale (o pro-americano) e uno anti-americano, al quale gli statunitensi si riferirono con il nome di Chickamauga.

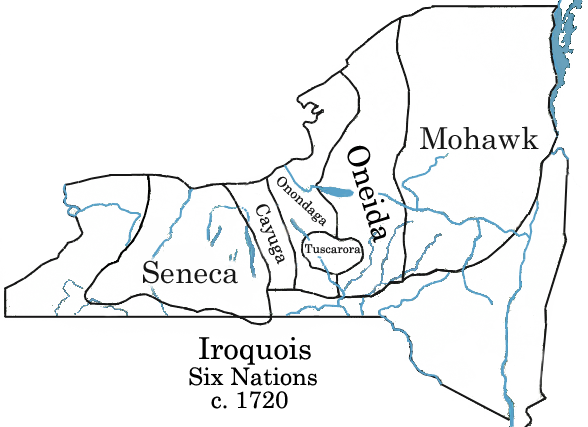
Le Sei Nazioni sul territorio dei Grandi laghi nel 1720

La situazione al fronte era realmente tragica e numerose atrocità coinvolsero anche i non combattenti da ambo le fazioni. Nel 1779, nel tentativo di fermare le continue incursioni nella zona nord di New York, venne organizzata la spedizione di Sullivan, la quale risultò essere la più grande organizzata fino a quel momento e si concluse con la distruzione di più di quaranta villaggi irochesi. L'effetto desiderato però non si verificò: da quel momento infatti l'azione degli indiani divenne ancora più determinata.
I nativi in seguito rimasero alquanto allibiti nell'apprendere che, con il trattato di Parigi del 1783, i britannici avevano ceduto una gran parte del territorio indiano agli statunitensi senza dar loro avviso. Gli statunitensi inizialmente trattarono i nativi e il loro territorio come una nazione conquistata, ma in seguito questo atteggiamento fu difficile da imporre, dato che in realtà l'acquisizione era avvenuta unicamente sulla carta. Le mire espansionistiche non vennero comunque abbandonate e il governo statunitense pensò di raggiungere l'obiettivo con una politica basata sull'acquisizione territoriale tramite trattati. I singoli Stati e i relativi coloni si trovarono spesso in disaccordo con questo tipo di politica e quelle che seguirono furono scene di guerra.

### Guerre chickamauga
Le guerre chickamauga furono una serie di conflitti che iniziarono con il coinvolgimento dei Cherokee nella rivoluzione americana e si prolungarono fino al tardo 1794. Chickamauga era il nome con il quale venivano identificate le tribù che seguirono il capo-condottiero Dragging Canoe verso sud-ovest nell'area dell'attuale Chattanooga, in Tennessee. I primi luoghi a essere soggetti agli attacchi indiani furono le colonie lungo i fiumi Watauga, Holston e Nolichucky, la vallata di Carter nel nord-est del Tennessee così come altri insediamenti nel Kentucky, in Virginia, in Carolina e in Georgia. La tipologia degli attacchi spaziava dalle piccole incursioni ad altre composte da 500 ad oltre 1 000 combattenti.
Le campagne condotte da Dragging Canoe e dal suo successore John Watts vennero spesso condotte congiuntamente a quelle del nord-ovest. La risposta armata dei coloni vide la completa distruzione di villaggi cherokee, senza riportare comunque un elevato numero di perdite da ambo le parti. Le guerre continuarono fino al trattato di Tellico-Blockhouse nel 1794.

### Guerra indiana del Nord-Ovest

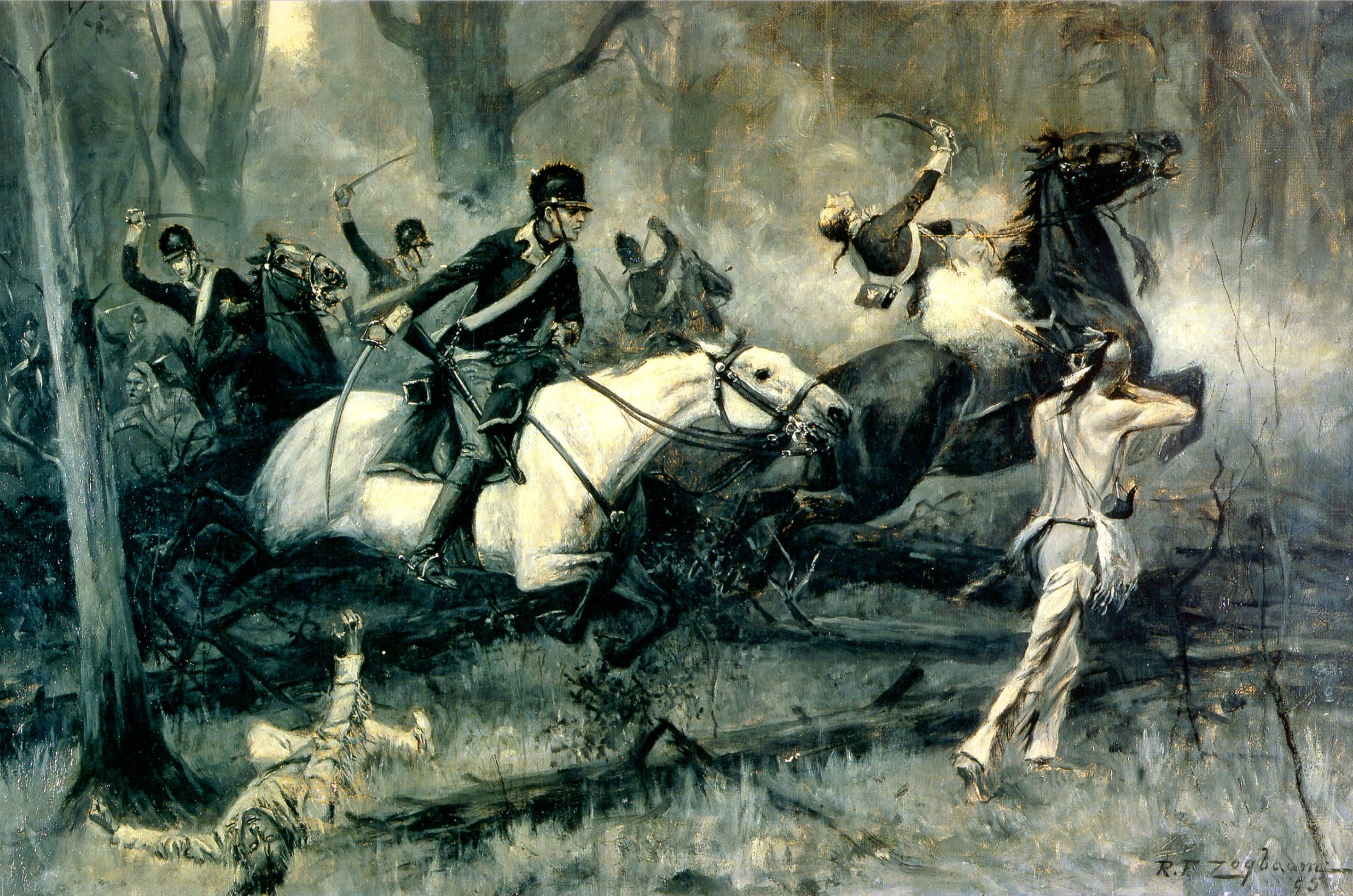
Rappresentazione della battaglia di Fallen Timbers

La cosiddetta ordinanza del Nord-Ovest del 1787 riorganizzò ufficialmente il territorio nord-occidentale in relazione agli insediamenti dei coloni, i quali avevano già cominciato a riversarsi nella regione. La resistenza indiana provocò violenti scontri e l'amministrazione del presidente George Washington organizzò delle spedizioni armate atte a sedare le insurrezioni dei nativi. La guerra conseguente, che proseguì praticamente senza soluzione di continuità dopo la rivoluzione, fu detta anche "guerra di Piccola Tartaruga", dal nome del capo miami che fu uno dei protagonisti e vide il consolidarsi di una grande alleanza indiana, formata principalmente, oltre che dagli stessi Miami, da Shawnee, Lenape e Ottawa, che sconfisse le armate condotte dai generali Josiah Harmar e Arthur St. Clair. Questa fu la più grande sconfitta mai inflitta dai nativi agli statunitensi.
Si tentò la via della negoziazione, ma i nuovi confini proposti dalla confederazione condotta dagli Shawnee risultarono inaccettabili per gli statunitensi, i quali inviarono una seconda spedizione condotta questa volta dal generale Anthony Wayne. Aspettando un aiuto britannico che non arrivò mai, i nativi americani vennero sconfitti nella battaglia di Fallen Timbers nel 1794, e l'anno seguente furono obbligati ad accettare il trattato di Greenville, cedendo così i territori corrispondenti all'odierno Ohio e a una parte dell'Indiana agli Stati Uniti.

### La guerra di Tecumseh, la guerra anglo-americana del 1812 e la guerra Creek

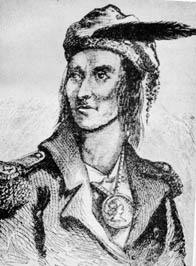
Il leader nativo Tecumseh, promotore di un'unione tra Cherokee, Creek e Choctaw contro gli Stati Uniti

L'erosione del territorio indiano da parte statunitense crebbe velocemente dopo il trattato di Greenville, tanto da destare un serio allarme nelle comunità amerindie. Nel 1800 William Henry Harrison divenne governatore dell'Indiana e sotto la direzione di Thomas Jefferson diede inizio a una politica aggressiva avente come scopo l'acquisizione dei diritti sulle terre indiane. La resistenza all'espansione statunitense trovò espressione in due fratelli Shawnee, Tecumseh e Tenskwatawa, i quali si fecero promotori di un'unione tra varie tribù con l'intento di arrestare la vendita di territori da parte dei capi tribù indiani.
Nel 1811, mentre Tecumseh si trovava nel sud cercando di reclutare alleati tra i Creek, i Cherokee e i Choctaw, Harrison attaccò la confederazione dei nativi americani sconfiggendo Tenskwatawa e i suoi seguaci a Tippecanoe. La speranza degli statunitensi, i quali credevano che la recente sconfitta avesse posto fine alla resistenza, fu vanificata dal fatto che Tecumseh optò per un'alleanza con i britannici, che a breve, nel 1812, sarebbero entrati in guerra contro gli Stati Uniti.
Esattamente come la rivoluzione, sul fronte occidentale la guerra anglo-americana del 1812 coinvolse pesantemente i nativi. Gli americani risultarono vittoriosi sul fronte ovest e Tecumseh perse la vita per mano dell'esercito di Harrison durante la battaglia del Thames, la quale mise fine alla resistenza nel nord-ovest. Cominciata praticamente senza soluzione di continuità, la guerra creek (1813-1814) nacque come una guerra civile all'interno della nazione omonima e solo in seguito divenne parte del grande scenario di battaglie relative all'espansione statunitense. In seguito, nel 1818, la prima guerra seminole fu in qualche modo una continuazione della guerra creek ed ebbe come esito l'annessione della Florida da parte degli Stati Uniti nel 1819.

### L'Atto di rimozione
Uno dei risvolti delle precedenti guerre fu l'approvazione dell'Atto di rimozione degli indiani nel 1830, firmato dal presidente Andrew Jackson. Questo atto non previde una reale "rimozione" di alcun nativo ma autorizzò la negoziazione di trattati aventi come obiettivo lo scambio delle terre indiane orientali con quelle statunitensi occidentali, recentemente acquisite con l'accordo sulla Louisiana. Ciò che spinse primariamente verso una politica di questo tipo fu il fatto che sia i britannici sia gli spagnoli stavano reclutando e armando dei nativi americani all'interno dei confini statunitensi.
Alcuni gruppi indiani reagirono ed entrarono in guerra per fermare l'incremento di questi trattati territoriali causando così due guerre di breve durata (quella Black Hawk del 1832 e quella creek del 1836) e una invece più lunga e dispendiosa quale fu la seconda guerra seminole (1835-1842).

### Ad ovest del Mississippi (1823 - 1890)
Così come ad oriente, l'espansione dei coloni nelle grandi pianure e nelle alture occidentali creò dei dissidi con le popolazioni di nativi residenti. Molte tribù, dagli Ute del Gran Bacino ai Nez Percés dell'Idaho, combatterono i coloni, ma coloro che opposero la resistenza più tenace all'espansione colonica furono i Sioux a nord e gli Apache a sud-ovest. Condotti da capi guerrieri risoluti, come Nuvola Rossa (Red Cloud) o Cavallo Pazzo (Tashunka Witko in lingua dakota), i Sioux erano particolarmente abili nelle battaglie a cavallo; neofiti della vita nelle pianure, provenendo dalla regione dei Grandi Laghi, impararono a domare e a montare i cavalli e da quel momento si mossero verso ovest sconfiggendo ogni tribù incontrata sul proprio cammino diventando così temibili ed esperti guerrieri.
Gli Apache invece praticavano l'arte della guerra prevalentemente in zone desertiche e in presenza di canyon. La loro economia veniva integrata principalmente con delle razzie a scapito dei villaggi vicini.

### Il Texas

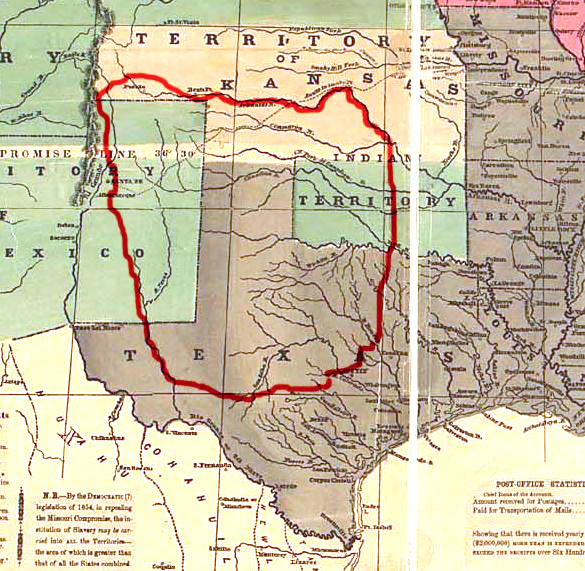
La Comancheria, definita dalla linea rossa

Negli anni cinquanta del XVIII secolo i nativi delle grandi pianure arrivarono in Texas. Un gran numero di anglo-americani raggiunsero il Texas intorno al terzo decennio del XIX secolo e da quel momento, per circa cinquant'anni, cominciò una serie di confronti armati che videro opposti principalmente i Texani e i Comanche.
La prima battaglia degna di nota fu quella del cosiddetto massacro di Fort Parker nel 1836, nella quale un gruppo di Comanche, Kiowa, Wichita e Lenape attaccò i coloni stabilitisi nel forte. Nonostante il relativo basso numero di statunitensi che persero la vita l'assalto destò una vampata di rabbia generalizzata contro i nativi, principalmente dovuta al rapimento durante l'assalto di Cynthia Ann Parker.
La Repubblica del Texas guadagnò la propria sovranità dopo la guerra messicana e il governo, sotto la direzione del presidente Sam Houston, cominciò una nuova politica di cooperazione con i Comanche e i Kiowa. Nonostante Houston visse per un periodo con i Cherokee, questi ultimi sembrarono essersi schierati con il Messico per combattere la nuova e inesperta repubblica texana. A ogni modo, Houston risolse il conflitto senza ricorrere alle armi, rifiutandosi di credere che i Cherokee avessero potuto attaccare il suo governo.
L'amministrazione di Mirabeau Bonaparte Lamar, che seguì quella di Houston, attuò una politica decisamente differente nel rapporto con i nativi americani. Sotto Lamar la repubblica texana tentò di trasferire i Cherokee più ad ovest. Una serie di battaglie avvenne in seguito al tentativo di deportare i Comanche e i Kiowa. La prima fu lo scontro di Council House dove, durante un colloquio di pace, vennero sequestrati e uccisi, avendo opposto resistenza, alcuni capi Comanche, il che portò anche alla grande incursione del 1840 e alla battaglia di Plum Creek.
L'amministrazione di Lamar rimase famosa per la sua politica costosa e fallimentare: nei quattro anni di gestione i costi per le guerre sostenute superarono le entrate annuali. Seguì un nuovo governo Houston che riprese una politica diplomatica e assicurò al Texas una serie di trattati con tutte le tribù native dell'area, Comanche compresi.
Nel 1846 il Texas si aggregò all'Unione e gli anni che andarono dal 1856 al 1858 furono particolarmente sanguinosi sulla frontiera texana con lo spostamento dei coloni all'interno della terra Comanche, la Comancheria. Gli scontri che posero fine alla vitalità del popolo Comanche furono la battaglia di Little Robe Creek e la spedizione di Antelope Hills nel 1858.
Le battaglie tra i coloni e i nativi americani continuarono e nel 1860, durante la battaglia di Pease River, le milizie texane distrussero un campo indiano, scoprendo in seguito di aver "liberato" Cynthia Ann Parker, la ragazzina che era stata in precedenza, nel 1836, rapita dai Comanche e che era diventata la moglie del capo indiano Peta Nocona. Cyntha tornò quindi a vivere con la famiglia Parker ma perse i suoi figli, uno dei quali, Quanah Parker, divenne in seguito un capo tribù, che dopo la Prima battaglia di Adobe Walls dovette arrendersi alla schiacciante superiorità bellica del governo federale e, nel 1875, stabilirsi con il suo popolo in una riserva nel sud-ovest dell'Oklahoma.

### Le Grandi Pianure
Il conflitto tra bianchi e indiani continuò anche durante la guerra di secessione. La guerra di Piccolo Corvo del 1862 (chiamata anche "Rivolta Sioux del 1862") fu il primo grande scontro tra gli Stati Uniti e i Sioux. Dopo sei settimane di battaglie nel territorio del Minnesota, condotte per la maggior parte da Tʿaoyate Duta (Piccolo Corvo), si potevano registrare più di 500 morti tra soldati e coloni statunitensi.

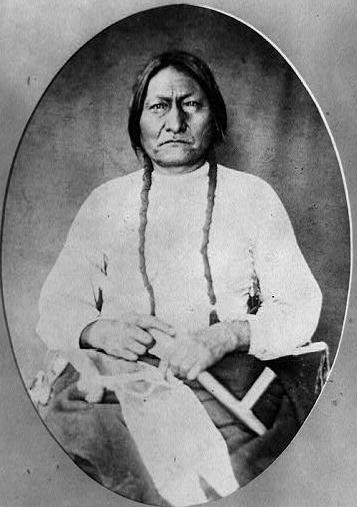
Toro Seduto, tra i più celebri esempi della resistenza indiana

Il numero di Sioux morti nella rivolta rimane non documentato, ma dopo la guerra 303 nativi furono accusati di assassinio e rapina dai tribunali statunitensi e successivamente condannati a morte. Molte di queste condanne vennero commutate, ma il 26 dicembre 1862 a Mankato, in Minnesota, si consumò quella che a oggi rimane la più grande esecuzione di massa nella storia degli Stati Uniti, con l'impiccagione di 38 Sioux.
Nel 1864 avvenne il massacro di Sand Creek. Il tutto ebbe inizio quando una milizia locale attaccò un villaggio Cheyenne e Arapaho situato nel sud-est del Colorado e uccise e mutilò la sua popolazione. Gli indiani di Sand Creek erano stati rassicurati dal governo degli Stati Uniti che avrebbero vissuto tranquillamente nella loro area ma ciò che causò il massacro fu il crescente risentimento nei confronti dei nativi. I successivi congressi diffusero un appello pubblico contro altri simili carneficine nei confronti degli indiani. Il massacro provocò reazioni di vendetta, e Coda Chiazzata guidò i Teton lungo il Platte River, assediando e distruggendo Julesburg, nel Colorado, il 7 gennaio 1865  e attaccando le truppe statunitensi nel territorio, affidate prima al generale Robert B. Mitchell e poi al generale Patrick E. Connor. Le trattative iniziate a Fort Laramie nella primavera 1866 si conclusero con la stipulazione del trattato di Laramie del 27 giugno 1866.
Nel 1875 l'ultima guerra sioux scoppiò quando la corsa all'oro nel Dakota arrivò alle Black Hills (Colline Nere), territorio sacro per i nativi americani. L'esercitò statunitense non precluse ai minatori l'accesso alle zone di caccia Sioux. Nel 1876 dopo vari incontri non conclusivi, il generale George Armstrong Custer trovò l'accampamento principale dei Lakota (altro nome dei Sioux occidentali) e dei loro alleati vicino al fiume Little Bighorn. Nella battaglia che prende il nome da questo fiume, Custer e i suoi uomini, i quali erano divisi dal resto della truppa, furono tutti uccisi dai nativi americani che vantavano una netta superiorità numerica nonché un vantaggio tattico dovuto alla precipitazione del generale statunitense.
Nel 1890, nella riserva settentrionale dei Lakota, a Wounded Knee nel Dakota del Sud, il rituale della danza degli spiriti portò l'esercito a tentare di sottomettere i Lakota. Durante l'assalto vennero uccisi più di 300 nativi americani. Tuttavia, già molto prima di questo evento, erano state eliminate le basi per la sussistenza sociale delle tribù delle Grandi Pianure, con lo sterminio quasi completo dei bisonti negli anni ottanta, dovuto a una caccia indiscriminata provocata dalla necessità di rifornire di carne i lavoratori impegnati nella realizzazione delle ferrovie.

### Il sud-ovest
I conflitti in quest'area spaziarono dal 1846 al 1895. Essi coinvolsero tutte le tribù indiane, con l'eccezione dei Pueblo, e per la maggior parte dei casi furono una continuazione della precedente guerra d'indipendenza messicana. Per vari decenni le tribù indiane rimasero coinvolte sia nei commerci sia nelle battaglie con i vari coloni stranieri finché il territorio del sud-ovest, comprendente gli attuali Colorado, California, Utah, Nevada, Wyoming e Nuovo Messico, venne conquistato dagli Stati Uniti a scapito dei messicani tra il 1848 e il 1850. Sebbene le guerre navajo e apache siano le più conosciute, non furono le uniche. La più grande campagna statunitense nel sud-ovest coinvolse 5 000 soldati e costrinse, nel 1886, Geronimo e la sua banda di Apache ad arrendersi.

## Guerra messico-statunitense

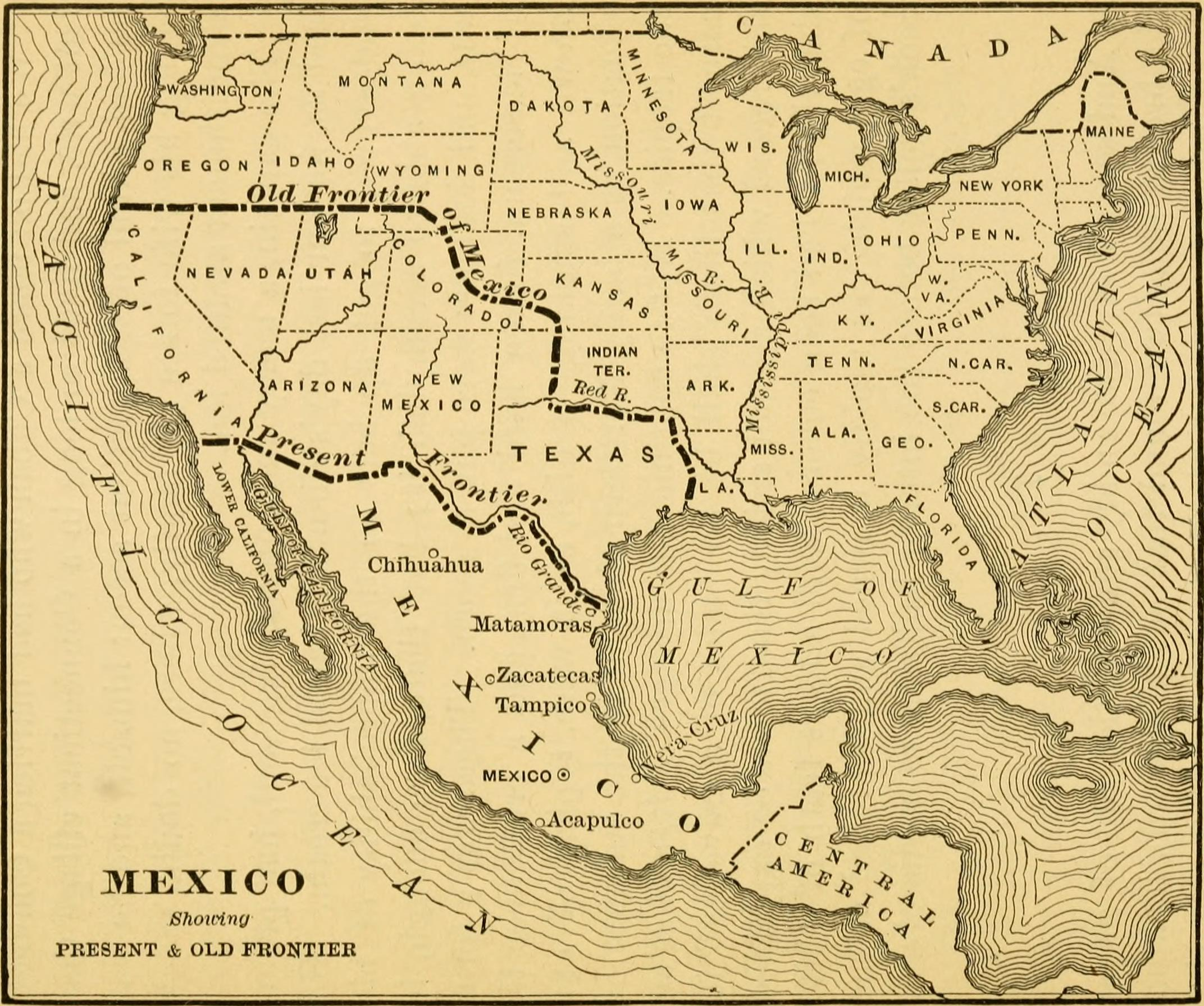
Mappa che indica il confine messicano-statunitense prima e dopo il conflitto

Le alte tensioni tra i due governi date da alcune dispute riguardanti la Repubblica del Texas e le ingerenze americane nel territorio messicano sfociarono in una sanguinosa guerra che interessò i due Stati tra il 1846 e il 1848. Il governo americano, capeggiato dal presidente James Knox Polk, invase e vinse il Messico guidato dal generale Antonio López de Santa Anna. Col trattato di Guadalupe Hidalgo del 2 febbraio 1848, venne accorpato agli USA un territorio totale di 1,36 milioni di chilometri quadrati, ossia oltre il 55% dell'allora territorio nazionale messicano, corrispondente agli attuali California, Nevada, Utah, Arizona, Nuovo Messico, Colorado, Wyoming e Texas, a testimonianza di ciò sono frequenti i toponimi in spagnolo, come per le celeberrime città di Los Angeles, Las Vegas, San Francisco, San Diego ed El Paso.

## Espansione oltreoceano

### Africa

#### Liberia

Localizzazione della Liberia.

Nel 1816 l'American Colonization Society si insediò sulla costa occidentale africana fondando la Liberia, con capitale Monrovia (in onore del presidente statunitense dell'epoca Monroe) dove vennero collocati un cospicuo numero di schiavi liberati, da cui il nome. La Liberia sarà amministrata dalla società fino alla sua bancarotta, nel 1847. Per evitare di accorparsi eccessivi problemi economici il governo preferì non annettersi effettivamente la Liberia, che divenne così formalmente indipendente, seppur sempre in stretti rapporti con gli Stati Uniti.
Il governo statunitense continuò ad influenzare la politica liberiana, nel secondo dopoguerra, infatti, la Liberia fu costretta a isolarsi rigidamente dalle altre nazioni africane che stavano in quel periodo conducendo il processo di decolonizzazione.
Il dittatore liberiano William Tubman condusse una energica campagna anticomunista volta a soffocare le iniziative anti- statunitensi liberiane.

### America del Nord

#### Alaska

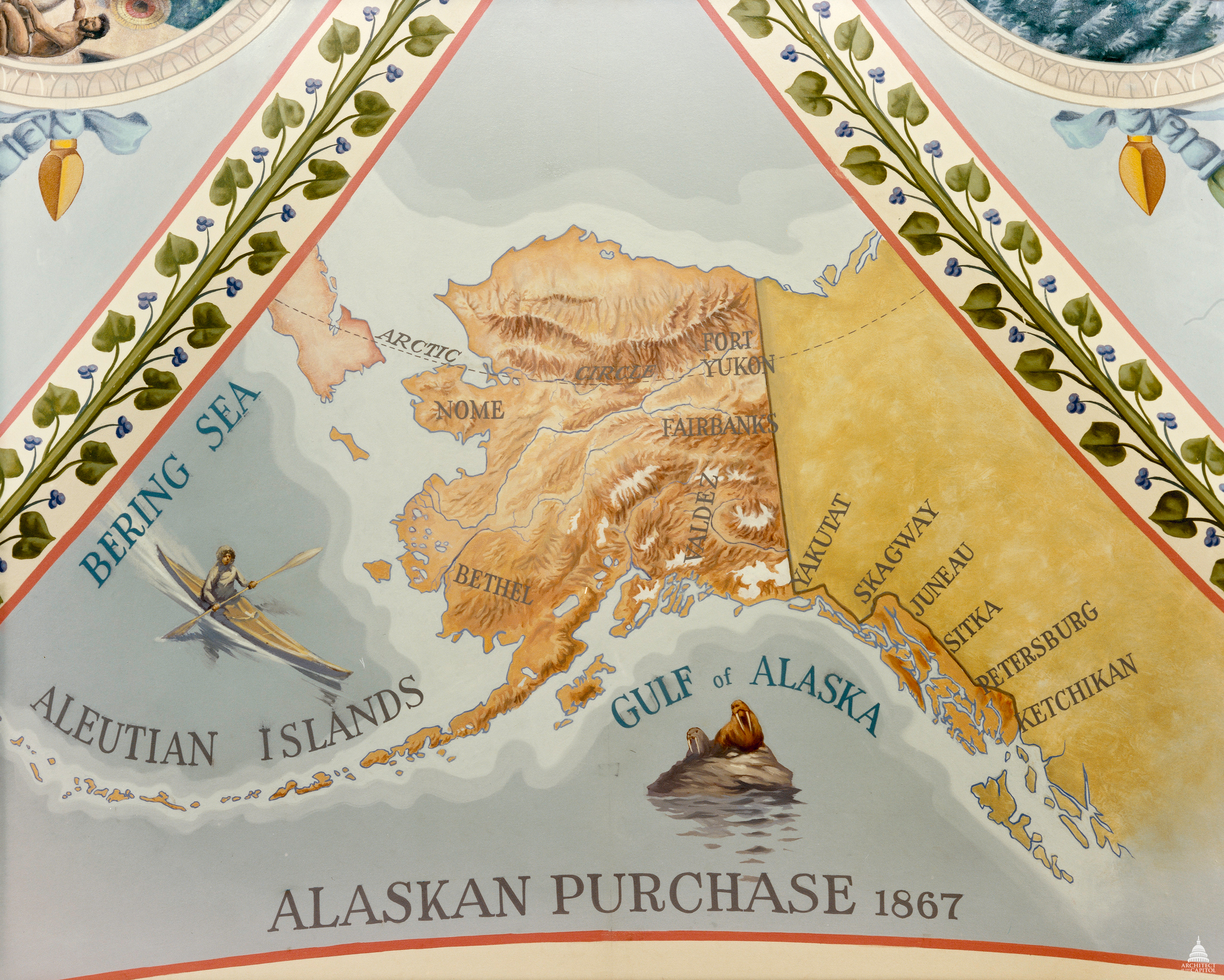
Illustrazione celebrativa dell'acquisto dell'Alaska da parte del governo statunitense.

Le zone costiere dell'Alaska erano sotto l'influenza dell'Impero russo già dal 1784, non erano ritenute possedimenti rilevanti di per sé, erano però strategiche nell'ottica di costituire un insediamento russo in California, progetto che sarà però abbandonato negli anni dieci dell'800. Col naufragare del progetto, l'interesse russo per la colonizzazione dell'America declinò progressivamente, fino al 1867, quando si avviarono trattative per vendere l'Alaska agli Stati Uniti.
L'Alaska passò agli Stati Uniti per la cifra di 7 200 000 dollari, (l'equivalente moderno di circa 200 milioni di dollari). L'acquisto, passato alla storia con il nome di Alaska Purchase, fu gestito dal segretario di Stato William H. Seward e venne ratificato dal Senato degli Stati Uniti il 9 aprile 1867. Il fatto non entusiasmò particolarmente l'opinione pubblica statunitense di allora, che considerava l'Alaska un territorio inospitale e del tutto inutile (venne soprannominata "Follia di Seward" e "Ghiacciaia di Seward"). Nel 1884 divenne un distretto dell'Oregon.
La percezione circa l'Alaska mutò drasticamente con la corsa all'oro iniziata nel 1898, incentivata dal governo stesso, che portò al formarsi di maggiori centri abitati.
Divenuto territorio organizzato nel 1912, rimase tale fino al 7 luglio 1958, quando il presidente Eisenhower firmò l'Alaska Statehood Act con cui l'Alaska divenne uno Stato degli USA a tutti gli effetti, entrando nell'Unione come il suo 49º stato il 3 gennaio 1959.

#### Hawaii

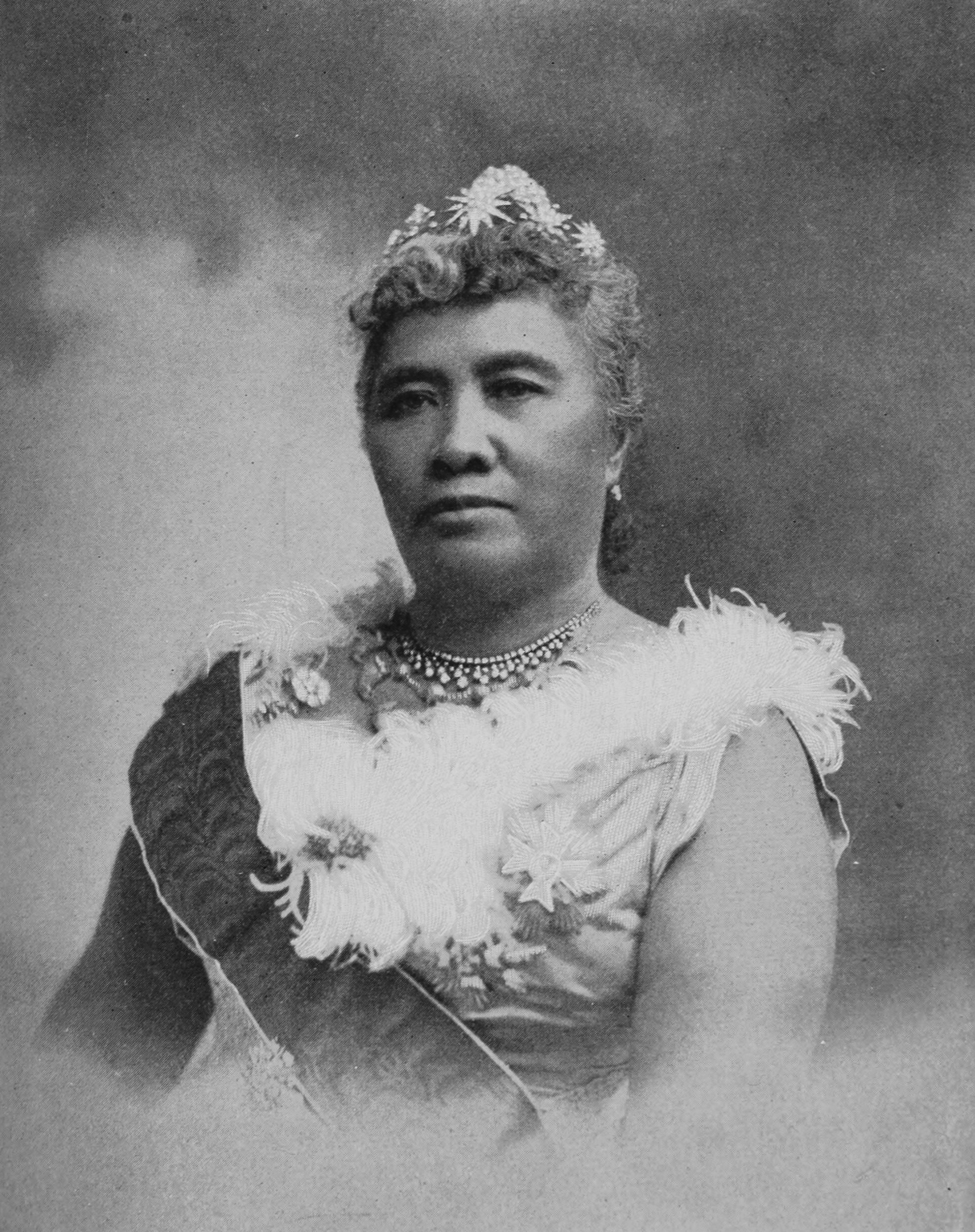
La regina Liliʻuokalani, ultimo sovrano delle Hawaii

Il Regno delle Hawaii, raggiunto nel 1778 dall'ammiraglio inglese James Cook, fu fin da subito particolarmente ostile alla colonizzazione straniera, tant'è che gli inglesi non riuscirono mai a insediarsi e a colonizzare effettivamente l'arcipelago, che rimase pertanto solamente un protettorato.
Nel 1876 il governo britannico cedette il protettorato agli Stati Uniti. Giunsero così nelle Hawaii molti immigrati, soprattutto americani, ma anche europei, che acquistarono grandi proprietà agricole e cominciarono la coltivazione della canna da zucchero. All'immigrazione dei coloni seguirono le ondate di importazione di lavoratori per le piantagioni, principalmente cinesi, giapponesi, coreani, filippini e azzorriani.
Nel 1893 un colpo di Stato attuato dai latifondisti pose fine al Regno delle Hawaii, deponendo l'ultima regina Liliʻuokalani, che divenne simbolo della indipendenza hawaiana. I latifondisti richiesero al governo il riconoscimento giuridico di "territorio" statunitense e non di protettorato, che avrebbe risolto la questione dei dazi sullo zucchero. Gli Stati Uniti rifiutarono temporaneamente, costringendo i latifondisti a fondare la Repubblica delle Hawaii, protettorato americano.
Nel 1898 il governo della Repubblica delle Hawaii richiese nuovamente la sua adesione agli Stati Uniti. Questa volta l'offerta fu accettata, nacque così il Territorio delle Hawaii.
Nel 1959 il Territorio delle Hawaii divenne il 50º Stato degli Stati Uniti.

### America Latina

#### Le "Guerre della banana"

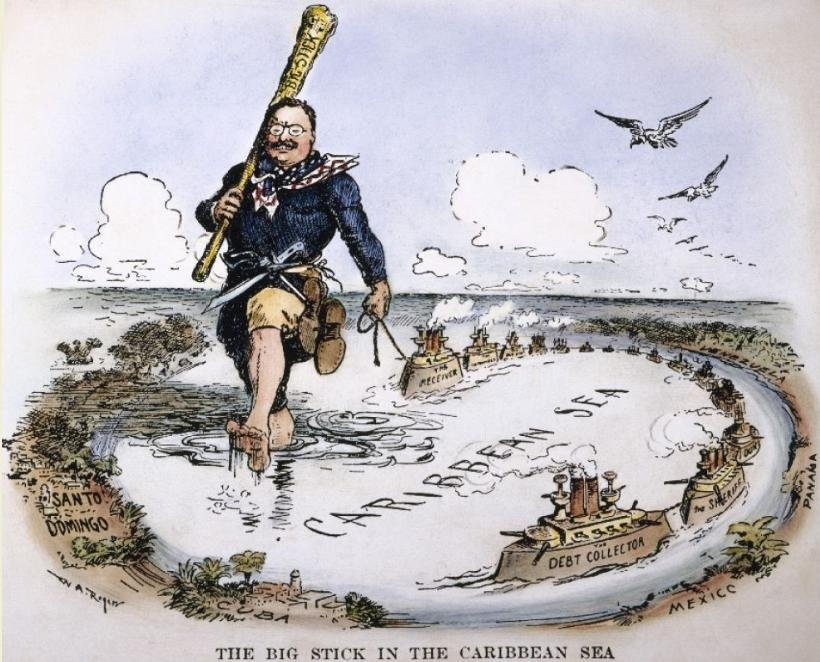
Una vignetta satirica che simboleggia lo strapotere americano nei Caraibi e in Centro America

La locuzione Guerre della banana (en: Banana Wars) indica una serie di occupazioni, azioni di polizia e interventi militari attuati dagli Stati Uniti nel Centroamerica e nei Caraibi tra la fine dell'800 e gli anni '30 del '900. L'inizio di tali conflitti è infatti individuato nello scoppio della guerra ispano-americana nel 1898.
Gli Stati Uniti condussero una serie di occupazioni militari a Cuba, Porto Rico, Panama, Honduras, Nicaragua, Messico, Haiti, Repubblica Dominicana e Venezuela. Questa stagione di conflitti terminò nel 1934, col ritiro delle truppe statunitensi da Haiti e l'inizio della politica del buon vicinato (en: Good Neighbor Policy) del presidente Franklin D. Roosevelt.
A oggi Porto Rico e le Isole Vergini Americane risultano ancora a tutti gli effetti colonie americane.

#### Cuba

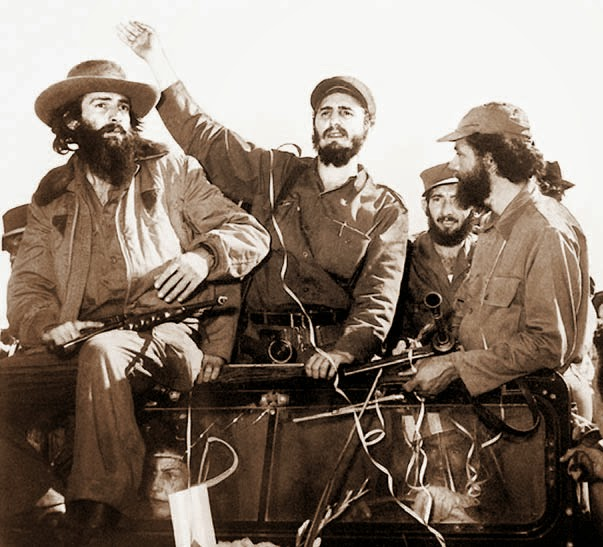
Fidel Castro, Huber Matos e Camilo Cienfuegos entrano all'Avana l'8 gennaio 1959. È la fine delle ingerenze americane sull'isola.

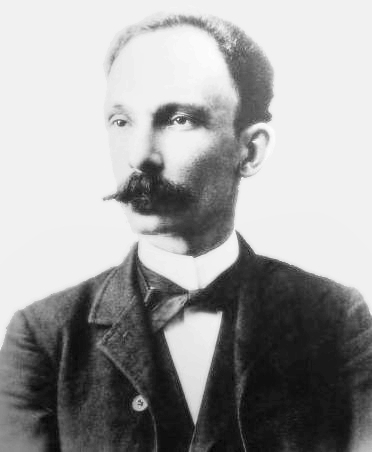
Josè Martì, eroe cubano morto nel 1895 durante la guerra contro la Spagna.

L'insofferenza della popolazione creola cubana verso la madrepatria spagnola culminò nello scoppio della Guerra dei dieci anni (1868-1878) e della Piccola guerra (1879-1880), conclusesi con la sanguinosa vittoria spagnola. Le insurrezioni erano guidate dall'intellettuale José Martí, passato alla storia come il Padre della patria a Cuba. In una lettera a un suo amico del 1889, Martì mise in guardia sulla possibilità di un intervento statunitense: "Sulla nostra terra, Gonzalo, grava un altro piano più tenebroso della Spagna […]: il diabolico piano americano di forzare l'isola, di farla piombare nella guerra per avere il pretesto per intervenirvi e con il credito di mediatore e garante, tenersela per sé".
Intervento che avvenne, durante il terzo e ultimo conflitto tra Spagna e Cuba, la cosiddetta Guerra Necessaria (1895-1898). Gli Stati Uniti entrarono nel conflitto nel 1898 dando inizio alla Guerra ispano-americana.
Cuba fu anche il teatro del casus belli che giustificherà l'intervento statunitense. Il 15 febbraio 1898 si teneva all'Avana una grande festa con invitati tanti ufficiali della marina statunitense, a sorvegliare la nave corazzata Maine rimasero solo i soldati semplici e l'equipaggio. Un'esplosione causò la morte di tutte e 255 le persone a bordo. L'opinione pubblica statunitense, fomentata dalla stampa che titolava "Remember the Maine! To Hell with Spain!" (it: "Ricordate il Maine! All'inferno con la Spagna!") auspicò un intervento militare a favore dei cubani nella guerra in corso. Gli spagnoli cercarono invano di cooperare al fine di raccogliere gli elementi che provassero la loro estraneità all'accaduto, ma gli Stati Uniti rifiutarono l'aiuto, il capitano William T. Sampson concluse che la detonazione era stata causata da una mina e che il governo spagnolo era il responsabile. Tra le ipotesi fatte per spiegare l'esplosione ci fu anche una attribuzione ai statunitensi stessi del sabotaggio, perché fornisse una scusante all'intervento statunitense a Cuba.
Gli Stati Uniti vinsero la guerra in tempi molto brevi e con perdite relativamente basse, tanto che questa venne definita Splendid little war (it: "Breve splendida guerra"). Con l'armistizio del 12 agosto venne creato il Protettorato americano di Cuba, amministrato mediante un governo militare sino al 1902. Dal 1902 Cuba, seppur formalmente indipendente, rimase economicamente vincolata agli Stati Uniti.
Cuba riuscirà a ottenere la piena sovranità e indipendenza solo con la Rivoluzione cubana di Fidel Castro nel 1959. Tutt'oggi gli Stati Uniti possiedono un territorio a Cuba di circa 120 chilometri quadrati, la baia di Guantánamo, dove sorge la famosa prigione e la base militare. Il governo cubano chiede lo smantellamento di Guantánamo, ma è puntualmente disatteso da Stati Uniti e comunità internazionale. La situazione ha ispirato anche la nota canzone popolare cubana Guantanamera.

#### Porto Rico

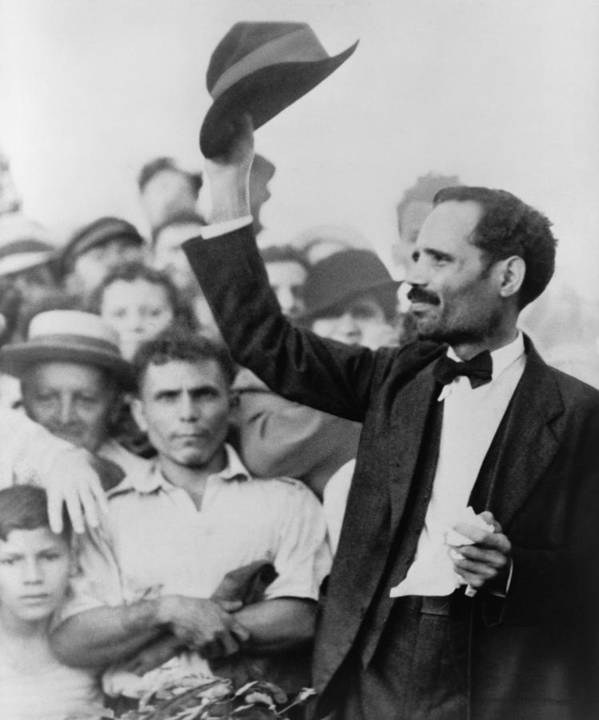
Pedro Abizu Campos nel 1936, principale leader indipendentista portoricano

Il 25 luglio 1898, con lo scoppio della guerra ispano-americana, Porto Rico fu invasa dagli Stati Uniti d'America con uno sbarco a Guánica. Con il trattato di Parigi del 1898 la Spagna cedette la sovranità su Porto Rico agli Stati Uniti che la governarono con un governatore nominato direttamente dal presidente degli Stati Uniti. Nel 1917, la legge Jones-Shafroth approvata dal Congresso americano garantiva ai cittadini portoricani la nazionalità statunitense, in modo che essi potessero essere arruolati come soldati nella prima guerra mondiale. Dopo la guerra una serie di catastrofi naturali e la grande depressione impoverirono l'isola. Alcuni leader politici pretesero dei cambiamenti e tra questi spiccò Pedro Albizu Campos, che capeggiò un importante movimento nazionale a favore dell'indipendenza: il Partito Nazionalista Portoricano, fortemente osteggiato dalle autorità statunitensi.
Nel 1947 si arrivò a una sorta di compromesso tra Stati Uniti e il popolo portoricano: il governo statunitense stabilì che il governatore di Porto Rico fosse eletto dal popolo e non dal governo statunitense. Nel 1948 Luis Muñoz Marín divenne il primo governatore di Porto Rico a essere eletto dal popolo.
Il 1º novembre 1950 due nazionalisti portoricani, Griselio Torresola e Oscar Collazo, tentarono di assassinare il presidente Truman, ne seguì la decisione di svolgere un referendum sul futuro dell'isola. Ciò avvenne nel 1952, da cui nacque una costituzione che diede a Porto Rico i connotati di un Commonwealth politico, termine spesso usato per designare l'attuale rapporto tra i due Stati.

#### Panama

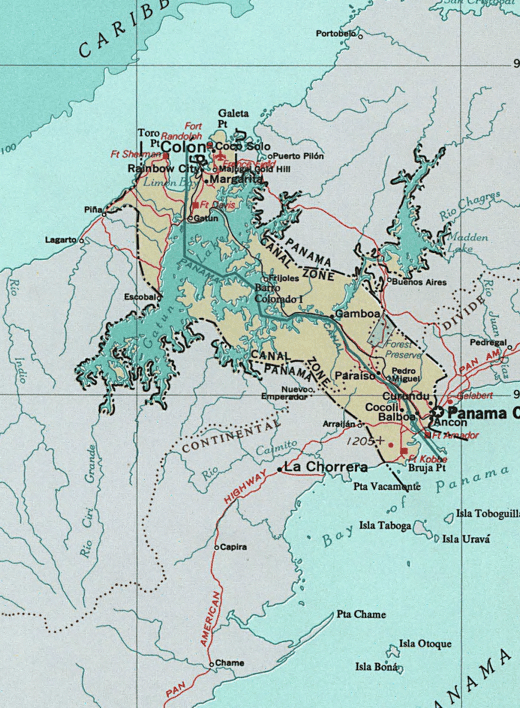
La Zona del Canale di Panama, colonia degli Stat Uniti nei periodi 1903-1979 e 1989-1999

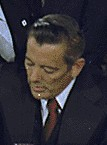
Omar Torrijos, il Líder Máximo della Rivoluzione panamense morto in circostanze misteriose in un incidente aereo nel 1981

Nel 1821 il vicereame della Nuova Granada, dopo anni di sanguinose lotte proclamò la propria indipendenza dalla Spagna e costituì la Grande Colombia guidata dal libertador Simón Bolívar. Quando nel 1830 cadde il governo bolivariano la Colombia cominciò ad essere di interesse da parte delle compagnie straniere, in special modo di quelle statunitensi. Tra il 1850 e il 1855, venne infatti costruita la prima ferrovia transcontinentale americana, che interessava l'area di Panama, la Panama Railway.
Il territorio circostante la città di Panama non aveva mai avuto una propria giurisdizione, in quanto sempre stato parte della Colombia. Il progetto di una Repubblica di Panama fu infatti costruito artificiosamente dal governo statunitense in accordo con l'alta borghesia locale. Nel 1903 il presidente statunitense Roosevelt dichiarò la volontà di aprire un canale nell'area di Panama che collegasse l'oceano Atlantico al Pacifico e dichiarò che avrebbero dovuto essere gli Stati Uniti ad amministrare il punto d'elevatissima importanza economica e strategica. In seguito al rifiuto da parte della Colombia di concedere la gestione a un consorzio statunitense, gli Stati Uniti inviarono nel territorio una spedizione che conquistò facilmente l'area interessata. Lo stesso 3 novembre 1903, la Repubblica di Panama dichiarò la propria indipendenza dalla Colombia, gli Stati Uniti, primo Stato a riconoscere la nuova repubblica, inviarono l'esercito a difenderne gli interessi economici legati al canale.
Nel dicembre del 1903, i rappresentanti della nuova repubblica firmarono il Trattato Hay-Bunau Varilla con gli Stati Uniti, che riconobbe la piena sovranità statunitense sulla Zona del Canale di Panama. La Zona del Canale divenne così territorio americano.
Nel 1968 ebbe luogo la Rivoluzione panamense guidata dal Partito Rivoluzionario Democratico di Omar Torrijos, che riuscì ad assumere un forte ruolo di potere e scalzare il dominio statunitense da Panama. Con i trattati Torrijos-Carter nel 1979 Panama rientrò in possesso del canale e acquisì piena sovranità. Torrijos morì in circostanze misteriose in un incidente aereo nel 1981.
Dopo la morte di Torrijos, il potere passò nelle mani del generale Manuel Noriega, precedentemente a capo della polizia segreta panamense ed ex-informatore della CIA. Quando però fu chiaro che Noriega non intendeva abbandonare il progetto di Torrijos, gli Stati Uniti rivolsero a Noriega l'accusa di traffico di droga internazionale e nel 1989 26 000 soldati statunitensi invasero Panama per rovesciarlo. Poche ore dopo l'invasione, in una cerimonia che ebbe luogo all'interno di una base militare statunitense, Guillermo Endara prestò giuramento come nuovo presidente di Panama. Endara concesse temporaneamente la gestione del Canale agli Stati Uniti.
In ottemperanza ai trattati Torrijos-Carter, gli Stati Uniti hanno restituito tutto il territorio del Canale a Panama nel 1999, ma si sono riservati il diritto di intervenire militarmente nell'interesse della "sicurezza nazionale".

#### Haiti

La localizzazione di Haiti in Centro America

Dopo il riconoscimento dell'indipendenza dalla Francia, avvenuto nel 1825, Haiti visse un lungo periodo caratterizzato da disordini spesso fomentati dai vari imperialismi per opera di Francia e Germania. A partire dal 1891 anche diverse corporation statunitensi di diversi settori (soprattutto agrario, portuale, infrastrutturale e finanziario) misero gli occhi sulla realtà di Haiti, iniziando a costruire infrastrutture. A partire dal 1908 venne avviata anche la costruzione ad amministrazione statunitense di ferrovie, per le quali vennero espropriati terreni ai contadini per riconvertirli in piantagioni di banane di proprietà di aziende americane. Nel 1910, la banca statunitense National City acquisì una quota significativa della Banca della Repubblica di Haiti, ottenendo di fatto il monopolio economico della nazione.
La prima guerra mondiale rappresentò un fattore determinante per la colonizzazione statunitense di Haiti, in quanto la comunità di origine tedesca esercitava un potere economico dominante nell'isola, la maggior parte del commercio marittimo era detenuto da tedeschi, che erano spesso alleati con le ricche famiglie mulatte locali. Gli Stati Uniti, usando come escamotage il conflitto mondiale, occuparono militarmente Haiti nel 1915, quando i tedeschi erano internazionalmente riconosciuti come il nemico. All'occupazione militare si opposero i ribelli caco, guidati da Rosalvo Bobo, fortemente anti imperialista. Il presidente statunitense Wilson inviò i marine nella capitale Port-Au-Prince, che sbarcarono e la conquistarono in sei settimane. Gli Stati Uniti posero al comando il presidente Philippe Sudre Dartiguenave che legittimò lo sfruttamento statunitense di Haiti. Gli Stati Uniti ottennero il diritto di veto sulle decisioni del governo di Haiti, i marine presero servizio nelle province, il 40% delle entrate del governo passarono sotto il controllo diretto degli Stati Uniti, l'esercito haitiano fu sciolto in favore di una forza di polizia destinata a mantenere l'ordine, controllata da ufficiali statunitensi. L'occupazione statunitense, particolarmente violenta e razzista, disseminò un forte malcontento tra la popolazione. La rabbia generò anche un nuovo orgoglio razziale, che si espresse attraverso una nuova generazione di storici, di scrittori (come Jacques Rumain) e di artisti. Nel 1918 gli Stati Uniti reintrodussero il sistema di sfruttamento medioevale delle corvée, la reazione popolare fu violenta. Alla fine dell'anno il Paese fu in uno stato d'insurrezione generale. I contadini armati caco arrivarono a contare oltre 40 000 unità e, guidati da Carlo Magno Peralte, occuparono Port-au-Prince nell'ottobre 1919. Ci vollero due anni perché i marine sedassero la ribellione.
In seguito alla brutalità di questa repressione davanti all'opinione pubblica e senza più la giustificazione della guerra contro la Germania, gli Stati Uniti inviarono nel 1921 una commissione d'inchiesta del Senato statunitense. Nel 1922, approfittando dell'elezione di un altro presidente Louis Borno, gli USA fornirono a Haiti un aiuto politico ed economico in cambio del perseguimento dell'occupazione. S'installò allora quella che l'opposizione definì la doppia dittatura di Louis Borno e dell'alto commissario, il generale John Russel.
Nel 1929, la catastrofica crisi provocò nuovi disordini sociali e in dicembre, dei contadini si scontrarono duramente con i marine. Con gli Stati Uniti piegati dalla crisi, il presidente Hoover propose al Congresso di ritirarsi da Haiti. Vedendo che la situazione non migliorava si procedette in tale senso e le truppe statunitensi lasciarono Haiti nel 1934. Gli Stati Uniti tuttavia mantennero il controllo doganale della nazione caraibica fino al 1946.

#### Repubblica Dominicana

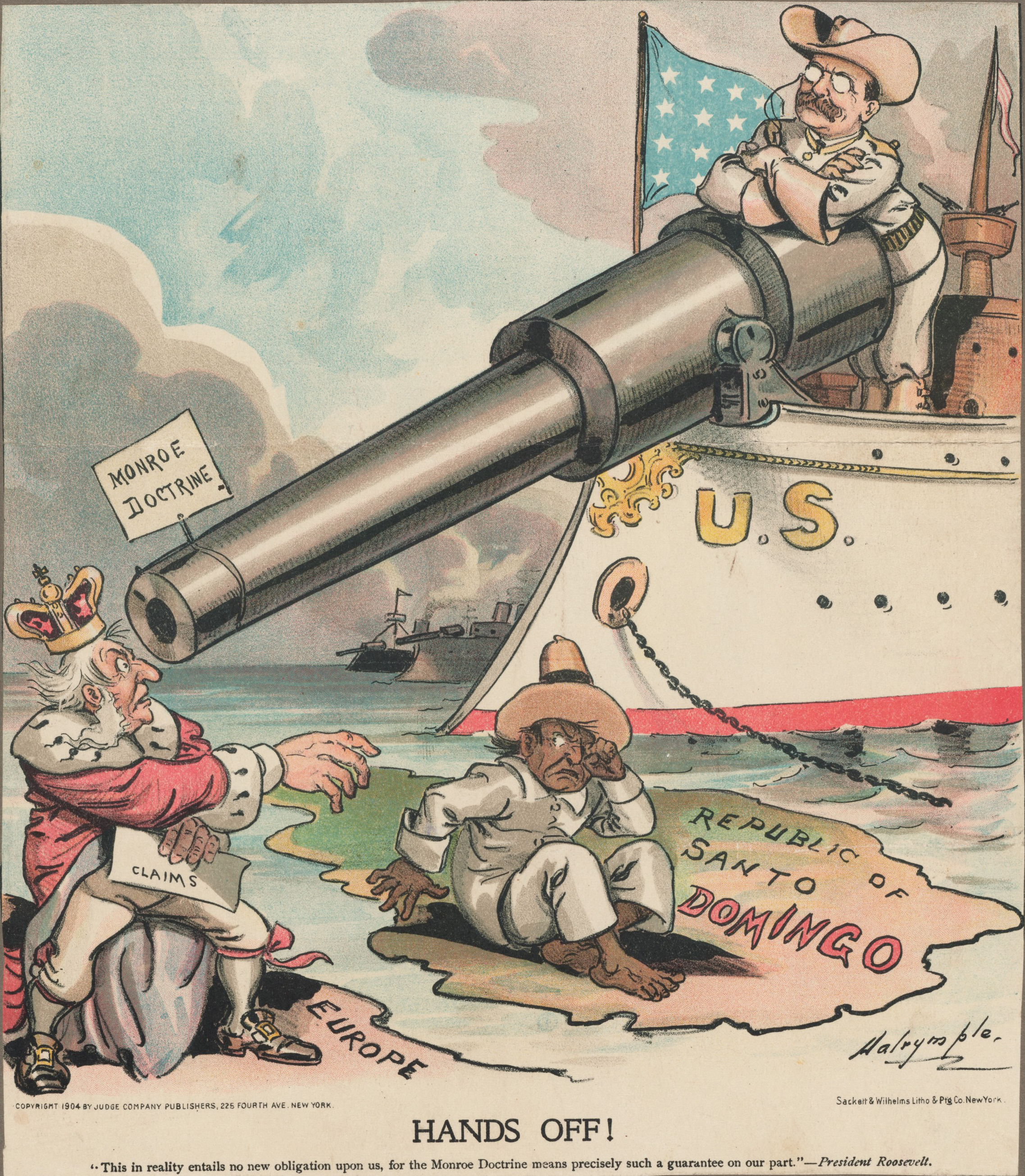
Vignetta satirica del 1906 che rappresenta come il corollario Roosvelt e la dottrina Monroe "proteggano" la Repubblica Dominicana dall'imperialismo europeo

Dopo decenni d'instabilità provocate in parte anche dagli imperialismi stranieri, nel 1904, con la nazione sull'orlo di un'ennesima ribellione, Francia, Germania, Italia e Paesi Bassi inviarono navi da guerra verso Santo Domingo per tutelare più efficacemente i loro interessi. Per anticipare l'intervento militare europeo, il presidente degli Stati Uniti Theodore Roosevelt, grazie all'aggiunta del corollario Roosevelt alla dottrina Monroe, legittimò che gli Stati Uniti si assumessero la responsabilità di garantire che tutte le nazioni dell'America Latina rispettassero i loro obblighi finanziari. Nel gennaio 1905, in virtù del corollario, gli Stati Uniti assunsero l'amministrazione delle dogane della Repubblica Dominicana, dando inizio al protettorato e nello stesso anno il dollaro statunitense sostituì il peso domenicano.
Nel 1913 il leader nazionalista Horacio Vásquez tornò dall'esilio a Porto Rico per guidare una nuova ribellione. Nel giugno 1914, il presidente americano Woodrow Wilson emise allora un ultimatum affinché Vàsquez mettesse fine alle ostilità e i portoricani accettassero un nuovo presidente. Dopo la presidenza provvisoria di Ramón Báez, Jimenes fu eletto in ottobre e presto dovette affrontare le nuove richieste, tra cui la nomina di un direttore dei lavori pubblici e consulente finanziario statunitense e la creazione di una nuova forza militare comandata da ufficiali del Congresso Nazionale degli Stati Uniti. Rifiutate le richieste, gli Stati Uniti rovesciarono Jimenes e occuparono Haiti nel luglio 1915, con la minaccia implicita che la Repubblica Dominicana potesse essere stata la prossima. Il ministro della Guerra di Jimenes, Desiderio Arias, organizzò un colpo di Stato nell'aprile 1916, fornendo agli Stati Uniti un pretesto per occupare la Repubblica Dominicana.
L'occupazione statunitense fu particolarmente dura, e diversi importanti leader politici dominicani finirono per essere imprigionati o esiliati. Nel 1920, le autorità statunitensi promulgarono il Land Registry Act, che smantellò i terreni pubblici ed espropriò le terre a tutti i contadini che le occupavano, riassegnandole ad importanti cooperative private. Nel sud-est, i contadini diseredati formarono vere e proprie bande armate, chiamate gavilleros, intraprendendo una guerriglia che durò per tutta l'occupazione americana. Tuttavia, le rivalità tra i vari gavilleros spesso li portarono a combattersi tra loro e persino a cooperare con le autorità di occupazione. Inoltre, le diversità culturali tra i contadini e gli abitanti delle città impedirono ai guerriglieri di cooperare con il movimento nazionalista della borghesia. L'eredità principale dell'occupazione statunitense nella Repubblica Domenicana è stata la creazione di un Corpo di Polizia Nazionale vincolato agli Stati Uniti, utilizzato dai marine per combattere i guerriglieri, e in seguito, il principale veicolo per la presa al potere del futuro dittatore Rafael Leónidas Trujillo nel 1930. Nelle elezioni presidenziali del 1920 negli Stati Uniti, il candidato repubblicano Warren Harding criticò l'occupazione e promise un eventuale ritiro dagli Stati Uniti dall'isola, che avvenne sotto la sua presidenza, nel 1924.

#### Nicaragua

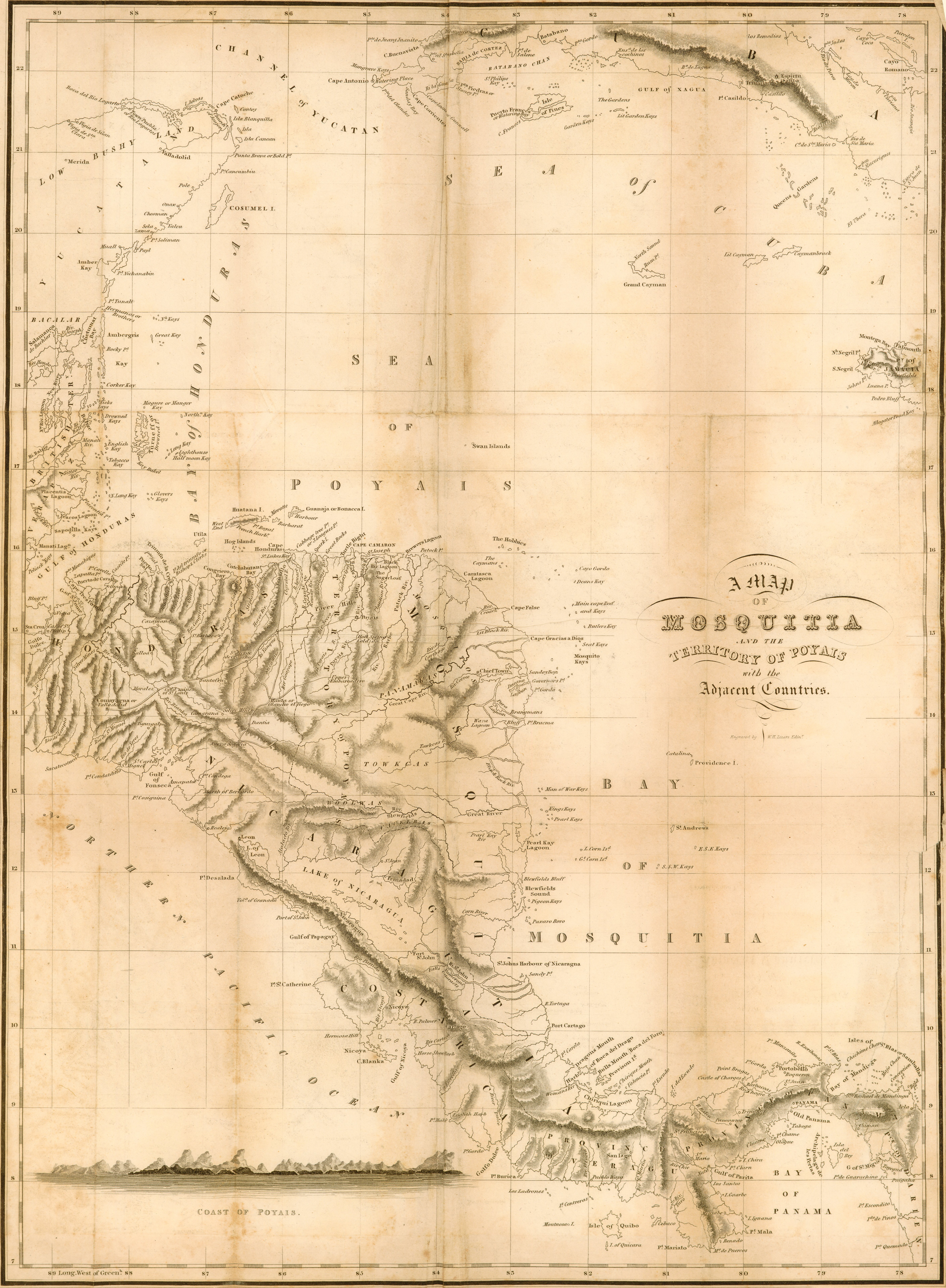
La Costa dei Mosquito, al centro di un contenzioso internazionale

Il Nicaragua divenne una nazione indipendente a partire dal 1838, quando avvenne la scissione dalla Repubblica Federale del Centro America. L'interesse principale degli stranieri riguardava la Costa dei Mosquito, ovvero la costa atlantica nicaraguense, per la quale vennero coinvolti Regno Unito, Spagna, Stati Uniti e Austria in dispute armate e diplomatiche. In questo clima di lotte avvenne nel 1894 la prima ingerenza militare degli USA, che occuparono la città di Bluefields dal 6 luglio al 7 agosto, ponendo il Nicaragua sotto la propria sfera d'influenza. 

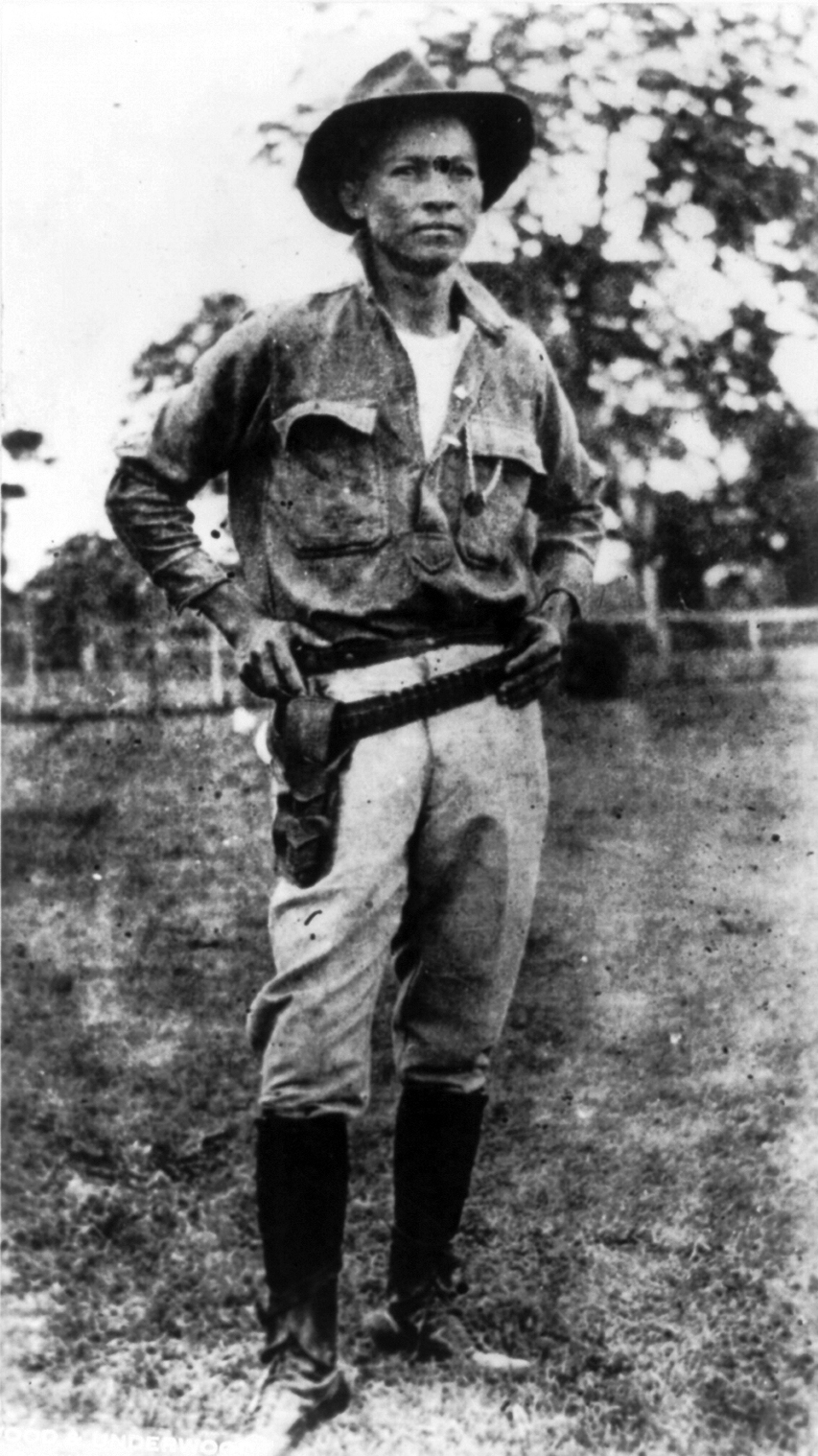
Il leader rivoluzionario Augusto César Sandino, simbolo della resistenza agli Stati Uniti ed eroe nazionale nicaraguense

Si aprirono sotto l'influenza statunitense i progetti per la realizzazione di un canale in Nicaragua che collegasse Atlantico e Pacifico (che verrà realizzato in Panama). Nel 1909 gli Stati Uniti fornirono sostegno economico ai conservatori per attuare un colpo di Stato, in cambio della concessione dell'ipotetico canale del Nicaragua. Dopo che 500 golpisti (tra cui due statunitensi) vennero giustiziati dal governo iniziò l'invasione militare del Nicaragua da parte della marina. Gli USA giustificarono l'intervento sostenendo "la protezione di vite e proprietà statunitensi". Il Nicaragua rimase occupato e amministrato dagli Stati Uniti fino al 1933.
Dal 1927 al 1933, il carismatico rivoluzionario comunista Augusto César Sandino guidò una sostenuta guerriglia contro il regime conservatore e contro gli Stati Uniti, riuscendo nell'impresa di cacciare gli statunitensi dal Nicaragua. Tuttavia, quando gli statunitensi lasciarono il Paese, organizzarono la Guardia Nacional de Nicaragua, una forza combinata militare e di polizia, addestrata ed equipaggiata dal governo statunitense e concepita per tutelare gli interessi statunitensi, con a capo Anastasio Somoza García. Grazie al supporto statunitense Somoza sbaragliò Sandino, assassinato da ufficiali della Guardia Nacional nel febbraio 1934, in piena violazione di un accordo di salvacondotto. Si avviò così la dittatura filostatunitense della famiglia Somoza, che durò fino al 1979, con l'appoggio del Partito Conservatore e del Partito Liberale.

#### Veracruz (Messico)

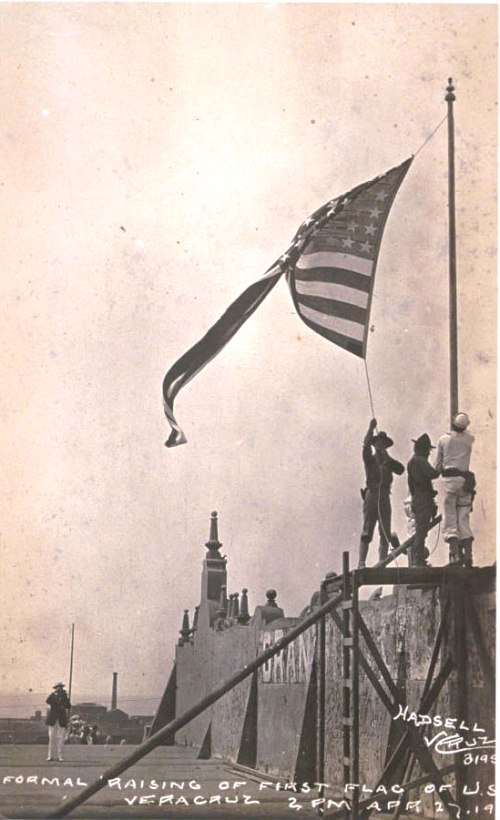
21 aprile 1914, il sergente John H. Quick issa la bandiera americana a Veracruz, simbolo dell'inizio dell'amministrazione statunitense

La Rivoluzione messicana fu un sanguinosissimo conflitto che interessò il Messico dal 1910 al 1920, con la componente rivoluzionaria decisa a rovesciare il dittatore filoamericano Porfirio Díaz. Preoccupato per il possibile instaurarsi di un governo di stampo socialista guidato dai rivoluzionari Pancho Villa ed Emiliano Zapata, il governo statunitense inviò un corpo di spedizione in difesa di Diaz. In seguito a un incidente diplomatico avvenuto nel 1914, passato poi alla storia come caso Tampico, gli Stati Uniti osteggiarono lo stesso governo messicano di Diaz. Per rispondere con fermezza venne occupata militarmente l'area di Veracruz, che rimase sotto occupazione statunitense per oltre sette mesi. Al termine dell'amministrazione di Veracruz, gli Stati Uniti si rischierarono al fianco di Diaz, restandovi fino alla fine della Rivoluzione. Proprio alla luce di questi fatti, per aver resistito alla dura occupazione statunitense, la città di Veracruz verrà insignita dell'epiteto di Cuatro veces Héroica (it "Quattro volte eroica").

### Asia

#### Filippine

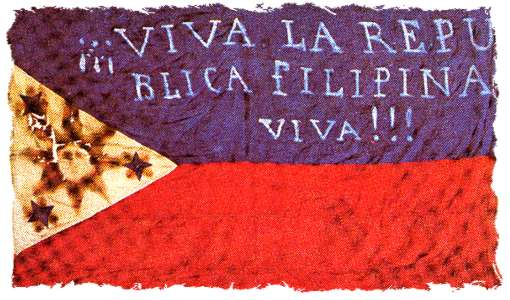
La bandiera dei rivoluzionari filippini

Sulla fine dell'Ottocento l'Impero spagnolo era in forte declino, aveva già visto l'indipendenza di quasi la totalità delle sue colonie, sotto la Spagna rimanevano solo Cuba, Porto Rico, le Filippine, Guam, il Marocco spagnolo e la Guinea spagnola. Accodandosi alla Seconda guerra d'indipendenza cubana (1895-1898), la Rivoluzione filippina contro la Spagna ebbe inizio nel mese di aprile del 1896 e culminò due anni più tardi con una proclamazione d'indipendenza e la costituzione della Prima Repubblica filippina.
Nell'aprile del 1898, mentre la Seconda guerra d'indipendenza cubana e la Rivoluzione filippina erano ancora in atto, gli Stati Uniti a seguito dell'incidente diplomatico nato dall'affondamento del Maine dichiararono guerra alla Spagna, iniziando la guerra ispano-americana. In soli quattro mesi l'esercito statunitense sbaragliò l'esercito spagnolo, ponendo fine al conflitto.
Il trattato di Parigi del 1898, non riconobbe l'indipendenza di Cuba, Porto Rico, Guam e Filippine, ma il loro passaggio agli Stati Uniti.

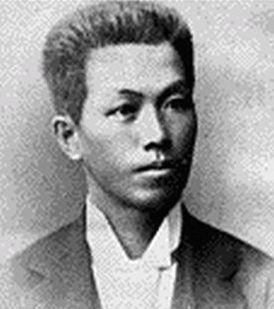
Emilio Aguinaldo, leader della resistenza e presidente della Prima Repubblica filippina

L'accordo non venne accettato dal neonato Governo filippino, che dopo l'arrivo a Manila di una flotta statunitense, il 2 giugno 1899, dichiarò guerra agli Stati Uniti. La guerra filippino-americana causò ingenti perdite umane ai filippini. Il leader filippino Emilio Aguinaldo fu catturato nel 1901 e il Governo degli Stati Uniti dichiarò il conflitto ufficialmente concluso nel 1902. I leader filippini, per la maggior parte, dichiararono fedeltà agli statunitensi, ma la guerriglia continuò fino al 1913.
Durante l'occupazione giapponese delle isole nel teatro della seconda guerra mondiale le Filippine ebbero un certo grado di autonomia, arrivando a costituire la Seconda Repubblica filippina (1942-1945), che sarà poi temporaneamente riaccorpata agli Stati Uniti alla fine del conflitto. L'indipendenza dagli Stati Uniti fu concessa nell'anno successivo.

#### Guam

Localizzazione di Guam.

L'isola del Pacifico, scoperta da Magellano, fu dichiarata possedimento della Spagna nel 1565 e battezzata col nome di San Juan, che verrà storpiato in Guam dagli abitanti del posto. La posizione geografica convertì da subito l'isola in un importante possedimento strategico, crocevia dei traffici commerciali tra Filippine e Messico.
In seguito alla guerra ispano-americana del 1898 e con il trattato di Parigi dello stesso anno la Spagna fu costretta a cedere Guam agli Stati Uniti d'America.
Durante la seconda guerra mondiale Guam fu attaccata e invasa dai giapponesi nel dicembre 1941. L'isola venne incorporata nel Mandato del Pacifico meridionale; la Commissione per la Ridenominazione delle Aree Occupate la ribattezzò Ōmiyatō, cioè Isola del Grande Tempio. Gli Stati Uniti ne ritornarono in possesso con la battaglia di Guam nel 1944.
L'Organic Act del 1950 riconobbe Guam come territorio non incorporato degli Stati Uniti.

#### Samoa Americane

Localizzazione delle Samoa americane.

Le isole Samoa furono scoperte per la prima volta dall'olandese Jacob Roggeveen nel 1722, inizialmente non furono colonizzate da alcuna potenza europea.
Nel 1899 le isole furono divise fra la Germania e gli Stati Uniti nella Convenzione tripartita. Il porto di Pago Pago fu utilizzato dalle navi americane in rotta per il Pacifico per il rifornimento di carburante, inizialmente soprattutto carbone, e anche dalla marina degli Stati Uniti per la sua posizione strategica.
Queste isole ricoprirono un importante ruolo durante la seconda guerra mondiale per l'attacco al Giappone, l'arcipelago ospitò un notevole contingente di marine, che arrivarono a eccedere numericamente la popolazione locale.
Dal termine della guerra le Samoa Americane sono ancora governate dall'amministrazione statunitense.

### Oceania

#### Atollo Midway

Localizzazione dell'Atollo Midway.

L'Atollo Midway fu avvistato il 5 luglio 1859 dal capitano N.C. Brooks, che le battezzò in un primo momento "Isole Middlebrook" (in suo onore) e le rivendicò formalmente per gli Stati Uniti ai sensi del Guano Islands Act del 1856, con il quale il Congresso americano si arrogava il diritto di occupare temporaneamente isole abitate da indigeni o disabitate per raccogliere il guano, materia prima impiegata nella produzione di fertilizzanti e polvere da sparo. Il 28 agosto 1867 il capitano William Reynolds prese effettivamente controllo dell'arcipelago per conto del governo, che cambiò la denominazione in "Atollo Midway" qualche tempo dopo.
L'atollo è stato il primo possedimento dell'Oceano Pacifico annesso dagli Stati Uniti.

#### Territorio fiduciario delle Isole del Pacifico

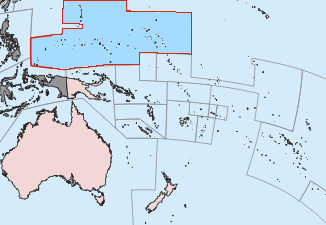
Il Territorio fiduciario delle Isole del Pacifico all'interno dell'Oceania

Nel 1945, al termine della seconda guerra mondiale gli Alleati si spartirono ciò che rimaneva dell'Impero giapponese, agli Stati Uniti, tra le altre concessioni spettò l'amministrazione del Territorio fiduciario delle Isole del Pacifico (attuali isole Marshall, Micronesia, Palau e Marianne Settentrionali). Tra il 1986 e il 1994 tutte le varie nazioni del Territorio del Pacifico raggiunsero l'indipendenza, con l'eccezione delle Marianne Settentrionali, che negli anni 1970 decisero di non cercare l'indipendenza.

## La dottrina Monroe

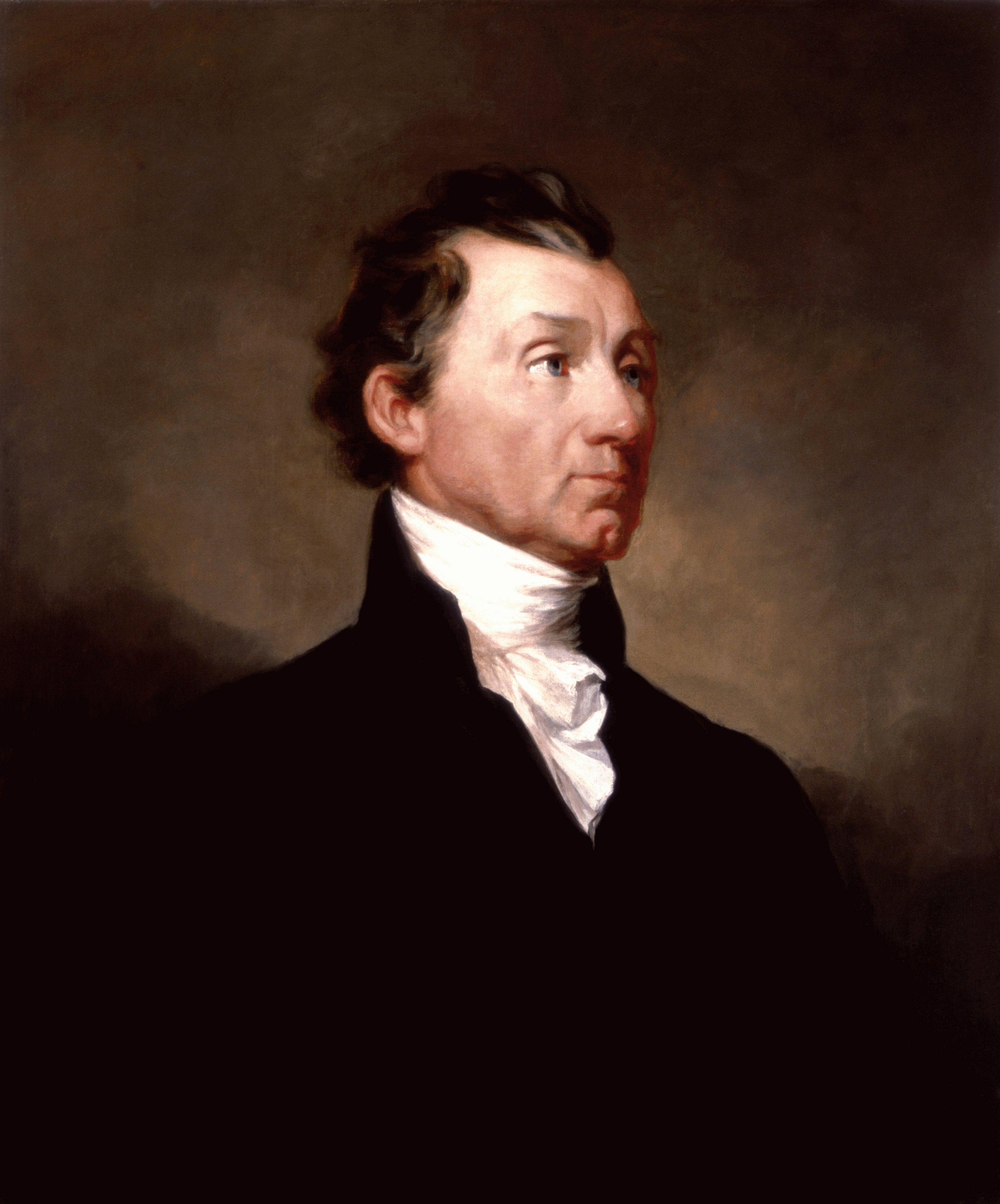
James Monroe, presidente degli Stati Uniti per due mandati consecutivi, dal 1817 al 1825

Il 2 dicembre 1823 James Monroe, 5º presidente degli Stati Uniti, sottopose al Congresso l'omonima Dottrina, dichiarando che da quel momento il continente americano doveva essere libero da ulteriori colonizzazioni ed interferenze di qualsiasi genere da parte delle nazioni europee, e che ogni nuovo intervento in qualsiasi nazione americana sarebbe stato interpretato come atto ostile nei confronti degli Stati Uniti. In cambio il governo statunitense avrebbe garantito di rimanere assolutamente neutrale circa le questioni europee. L'espediente propagandistico usato per sostenere la dottrina fu "L'America agli americani", dove per americani si intende statunitensi, sostanzialmente sulla base dell'idea di supremazia nei confronti degli altri popoli americani. Di fatto, la dottrina Monroe poneva gli Stati Uniti custodi di tutto il continente americano creando le premesse per affermare l'egemonia statunitense sull'intero continente.
Col passare degli anni e l'espandersi degli USA alla dottrina venne data un’interpretazione sempre più estensiva, grazie al cosiddetto corollario Roosevelt (1904), la dottrina Monroe si trasformò da formale diffida rivolta alle potenze europee in effettiva teorizzazione dell’intervento statunitense nell’intero emisfero occidentale. Il corollario stabiliva che, in caso di violazione degli obblighi internazionali da parte di un qualsiasi Stato di Nord, Centro o Sud America (specie in materia di debiti con l’estero), sarebbe spettato agli Stati Uniti esercitare un potere di polizia internazionale.
Pur in assenza di richiami espliciti da parte di Washington, alla dottrina, intesa in senso lato, sono stati ricondotti alcuni aspetti della politica degli USA in America Latina (interventi militari nella Repubblica Dominicana, 1965; a Grenada, 1983; a Panama, 1989). Ufficialmente nessun governo statunitense si è mai dissociato dalla Dottrina Monroe.